# Lambert Amon Tanoh
Lambert Amon Tanoh (né le 14 novembre 1926 à Eboué et mort le 13 janvier 2022  ) fut ministre de l'Éducation nationale en Côte d'Ivoire, nommé en 1958 par le président Félix Houphouët-Boigny.